# 松平賴常
松平賴常（日语：〔〕／ Matsudaira Yoritsune，1652年12月21日—1704年5月6日），日本江戶時代初期至中期大名，讚岐高松藩第二代藩主。

## 生涯
松平賴常在承應元年（1652年）出生，是水戶藩第二代藩主德川光圀的長子。一般認為光圀對於長兄賴重無法成為藩主一事十分內疚，所以才將賴重的孩子德川綱條接入藩中，並立為嗣子。賴重因為十分感謝光圀，也立了賴常為養子。
延寶元年（1673年），養父賴重隱居，他繼承高松藩藩主之位。寶永元年（1704年）隱居，讓家督位給養子賴豐（賴重之孫），同年四月初三去世，虛歲53。